# 在那遥远的地方 (电视剧)
《在那遥远的地方》（英語：In That Distant Place），中国大陆军旅题材电视剧，故事根据中国昆仑山神仙湾哨卡边防官兵的真实故事改编。导演俞钟，主演宋汶霏、殷桃、李幼斌、沈晓海。该剧是庆祝中华人民共和国建国六十年献礼剧。，2009年7月26日中国中央电视台综合频道首播。

## 剧情
1970年代，昆仑军区招收士兵，袁鹰、丁浩天、吕强、方扬四个哥儿们报名参军，该剧讲述了青年踊跃参军、服务边疆的故事。

## 演出
| 演员   | 角色     | 备注 |
| 李幼斌 | 韦铁     |      |
| 殷桃   | 袁鹰     |      |
| 吴健   | 吕强     |      |
| 沈晓海 | 丁浩天   |      |
| 顾燕   | 桂红云   |      |
| 褚智博 | 袁有生   |      |
| 徐松子 | 翠莲     |      |
| 宋汶霏 | 韦洁     |      |
| 姬他   | 方扬     |      |
| 王奕盛 | 张保国   |      |
| 张喜前 | 邵连长   |      |
| 曾婵怡 | 柳絮     |      |
| 李屹   | 文凯     |      |
| 刘立伟 | 老蔫     |      |
| 蒋凯   | 老兵王   |      |
| 姚贺昌 | 老兵蒋某 |      |
| 刘仁远 | 方医生   |      |

## 反馈
该剧荣获中国共产党中央政治局委员、中央军事委员会副主席徐才厚的高度评价。